# Die Bologna-Entführung – Geraubt im Namen des Papstes
Die Bologna-Entführung – Geraubt im Namen des Papstes (Originaltitel Rapito, internationaler Titel Kidnapped, beides für „entführt“, in Italien auch La conversione, „Die Konversion“ oder „Die Verwandlung“) ist ein historisches Filmdrama von Marco Bellocchio. Der Film erzählt die Lebensgeschichte von Edgardo Mortara nach, der seiner jüdischen Familie als Sechsjähriger 1858 weggenommen und unter der Obhut von Papst Pius IX. katholisch erzogen wurde, weil sein christliches Kindermädchen ihn während einer Krankheit heimlich getauft hatte. Der Film feierte im Mai 2023 bei den Filmfestspielen in Cannes seine Premiere und kam noch im selben Monat in die italienischen Kinos. Der Kinostart in Deutschland erfolgte Mitte November 2023.

## Handlung
Im Jahr 1858 dringen Soldaten des Papstes in das Haus der Familie Mortara im jüdischen Viertel von Bologna ein und nehmen auf Befehl des Kardinals einen jüdischen Jungen namens Edgardo Mortara aus seiner Familie. Der Junge wird unter der Obhut von Papst Pius IX. zum katholischen Glauben erzogen.
Edgardos verzweifelte Eltern tun alles, um ihren Sohn zurückzubekommen. Unterstützt von der öffentlichen Meinung und der internationalen jüdischen Gemeinschaft nimmt der Kampf der Familie Mortara schnell eine politische Dimension an. Die Kirche und der Papst wollen der Rückgabe des Kindes dennoch nicht zustimmen.

## Biografisches

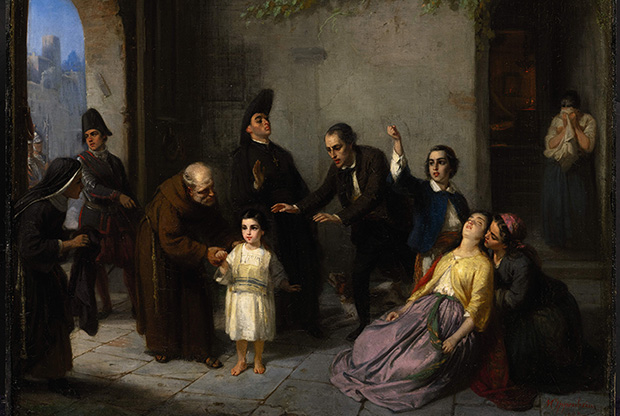
Die Entführung des Edgardo Mortara, dargestellt auf einem Gemälde von Moritz Daniel Oppenheim

Der Film ist von der wahren Geschichte von Edgardo Mortara inspiriert. Dieser stammte aus einer jüdischen Familie und wurde im Jahr 1858 als Kind von dieser getrennt, um unter der Obhut von Papst Pius IX. zum katholischen Glauben erzogen zu werden.

## Produktion

### Regie und Drehbuch
Regie führte Marco Bellocchio, der gemeinsam mit Susanna Nicchiarelli auch das Drehbuch schrieb. Sie arbeiteten hierfür mit Edoardo Albinati und Daniela Ceselli zusammen und ließen sich von Pina Totaro in historischen Fragen beraten. Albinati ist Schriftsteller und Autor von The Catholic School. Es handelt sich bei Rapito um Bellocchios 25. Spielfilm.

### Besetzung
Paolo Pierobon spielt Papst Pius IX. In weiteren Hauptrollen sind Barbara Ronchi als Marianna Padovani, Filippo Timi und Fabrizio Gifuni zu sehen. Enea Sala spielt Edgardo Mortara als Kind, Leonardo Maltese als Jungen. Fausto Russo Alesi spielt seinen Vater Momolo Mortara. Marco Golinucci spielt Giovane Austriaco und Alessandro Fiorucci Padre Domenicano.

### Filmförderung und Dreharbeiten

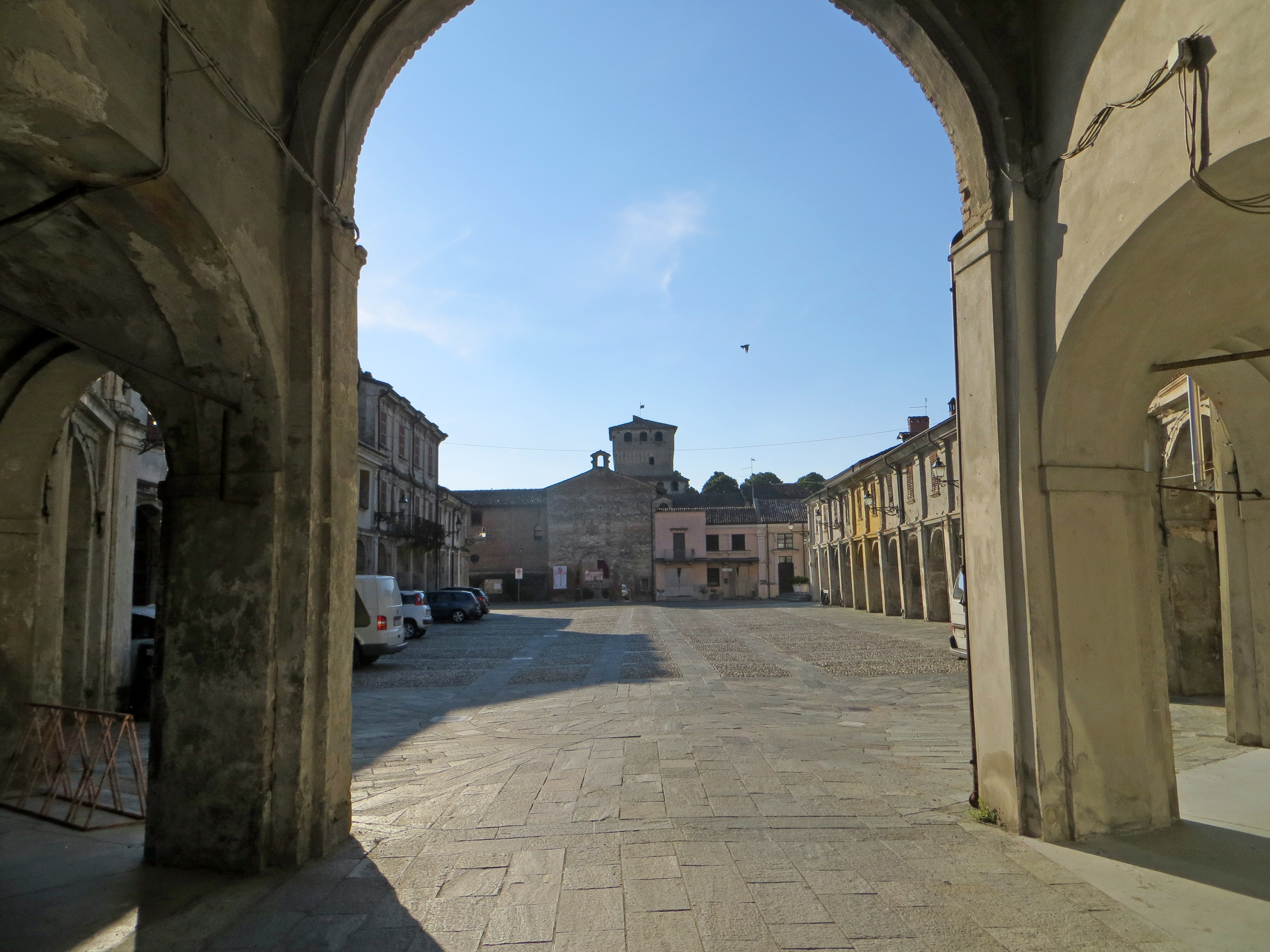
In der italienischen Gemeinde Roccabianca in der Provinz Parma drehte man auf dem Piazza Minozzi

Von der Film- und Medienstiftung NRW erhielt der Film eine Produktionsförderung in Höhe von 500.000 Euro. Von der Direzione Generale Cinema e Audiovisivo des italienischen Kulturministeriums erhielt er eine Produktionsförderung in Höhe von 630.000 Euro.
Die Dreharbeiten wurden Ende Juni 2022 in der Gemeinde Roccabianca in der Provinz Parma begonnen, wo man unter anderem auf der an das Jahr 1858 angepassten Piazza Minozzi filmte. Roccabianca diente Bologna als Kulisse. Auch die Renaissancestadt Sabbioneta in der Gegend von Mantua wurde als Drehort ausgewählt, die im Jahr 2008 zusammen mit der Stadt Mantua zum Weltkulturerbe erklärt wurde. Hier wurde unter anderem die Synagoge als Kulisse genutzt. Weitere Aufnahmen entstanden an anderen Orten in der Emilia-Romagna, in Rom und in Paris. Als Kameramann fungierte Francesco Di Giacomo, der zuletzt unter anderem für Pietro Marcellos Filmdrama Martin Eden tätig war.

### Filmmusik, Marketing und Veröffentlichung
Die Filmmusik komponierte Fabio Massimo Capogrosso. Das Soundtrack-Album wurde Mitte Juli 2023 von Decca Classics als Download veröffentlicht.
Der erste Trailer wurde Mitte April 2023 vorgestellt.
Die internationalen Rechte liegen bei The Match Factory. Die Premiere erfolgte am 23. Mai 2023 bei den Filmfestspielen in Cannes, wo Bellocchios Regiearbeit eine Einladung in den Wettbewerb um die Goldene Palme erhalten hatte. Der offizielle Kinostart in Italien im Verleih von 01 Distribution wurde zwei Tage später festgelegt, auf den 25. Mai 2023. Ende Juni 2023 wurde er beim Filmfest München vorgestellt. Anfang Juli 2023 wurde er beim Internationalen Filmfestival Karlovy Vary und Ende des Monats beim New Horizons International Film Festival gezeigt. Im August 2023 wurde der Film beim Melbourne International Film Festival vorgestellt. Zwischen Juli und September 2023 wurde Die Bologna-Entführung im Rahmen des New Zealand International Film Festivals gezeigt. Ebenfalls im September 2023 wurde er beim Toronto International Film Festival und hiernach beim Vancouver International Film Festival gezeigt. Ende September, Anfang Oktober 2023 wurde er beim Zurich Film Festival gezeigt. Im Oktober 2023 wurde er beim New York Film Festival, beim London Film Festival, beim Chicago International Film Festival und bei der Viennale vorgestellt. Am 16. November 2023 kam der Film in die deutschen Kinos. Im Januar 2024 wird er beim Palm Springs International Film Festival gezeigt.

## Rezeption

### Kritiken
Von den bei Rotten Tomatoes aufgeführten Kritiken sind 87 Prozent positiv. Bei Metacritic erhielt der Film einen Metascore von 75 von 100 möglichen Punkten.
Peter Osteried schreibt in seiner Funktion als Filmkorrespondent der Gilde deutscher Filmkunsttheater, Marco Bellocchio habe mit Die Bologna-Entführung einen Film erschaffen, der ein sehr ernstes und komplexes Thema aufgreift, sich aber nie darin verstricke und auch vor der Nutzung gängiger Klischees zurückweiche. Dabei verzichtet er auf simple Schwarzweißzeichnung. So werde der Junge zwar entführt, die Kleriker im Konvent begegneten ihm aber mit Güte und einer Art von Liebe. Es wäre ein Leichtes gewesen, hier ein weit negativeres Bild zu zeichnen, doch Bellocchio habe dies gar nicht nötig, so Osteried. Auch wenn Die Bologna-Entführung ein vielschichtiger, historisch sehr akkurater Film sei, der manches zu Gunsten der dramatischen Erzählung ein wenig vereinfacht, könne er letzten Endes als politischer Thriller punkten: „Ein starker, emotional packender Film, der umso mehr elektrisiert, weil dies eine Geschichte ist, die wirklich passiert ist.“
Peter Bradshaw vom Guardian zeigte sich „begeistert“ von dem „Antisemitismus-Drama“ und vergab die Höchstwertung von fünf Sternen. Er pries Die Bologna-Entführung als zukünftigen „Klassiker“ an und bezeichnete den Film als „hochkarätiges Melodram mit der leidenschaftlichen Vehemenz eines Victor Hugo oder Charles Dickens“ mit Anklängen an die Dreyfus-Affäre in Frankreich. Bradshaw hob die „außergewöhnliche Parallele“ hervor, wenn sich Edgardo spielerisch im Umhang des Papstes verstecke sowie in einer anderen Szene erstmals unter dem Rock seiner Mutter.
Der schweizerische Filmkritiker Michael Sennhauser rezensierte Die Bologna-Entführung als wuchtigen Film, „der durchaus Eindruck“ hinterlasse, kritisierte das Kostümdrama aber auch als „überraschend“ altmodisch. Man habe das Gefühl, etwas gesehen zu haben, „dass schon vor fünfzig Jahren genau so “ hätte erzählt werden können. Bellocchio setze „konsequent auf die Perspektive der jüdischen Familie“, während Papstdarsteller Paolo Pierobon sich bemühe, „den Mann unsympathisch und machtgierig zu zeigen, mit Speichel im Mundwinkel und grausamem Lächeln“. Sennhauser vermisste mehr Szenen, „die klarmachen, dass die handelnden Figuren von ihrem christlichen Tun überzeugt“ seien. Dennoch zeigte auch er sich begeistert von den Szenen, in denen sich der kleine Edgardo unter dem Rock des Papstes beziehungsweise dem seiner Mutter versteckt.

### Auszeichnungen
Die Bologna-Entführung befand sich in der Vorauswahl zum Europäischen Filmpreis 2023. Im Folgenden eine Auswahl von Nominierungen und Auszeichnungen.
César 2024
- Nominierung als Bester ausländischer Film (Marco Bellocchio)[32]

David di Donatello 2024
- Nominierung als Bester Film
- Nominierung für die Beste Regie (Marco Bellocchio)
- Auszeichnung für das Beste adaptierte Drehbuch (Marco Bellocchio und Susanna Nicchiarelli)
- Nominierung als Beste Hauptdarstellerin (Barbara Ronchi)
- Nominierung für die Beste Kamera (Francesco Di Giacomo)
- Auszeichnung für das Beste Szenenbild (Andrea Castorina und Valeria Vecellio)
- Auszeichnung für die Besten Kostüme (Sergio Ballo und Daria Calvelli)
- Auszeichnung für das Beste Make-up (Enrico Iacoponi)
- Nominierung für die Besten Frisuren (Alberta Giuliani)
- Nominierung für den Besten Filmschnitt (Francesa Calvelli und Stefano Mariotti)
- Nominierung für die Besten visuellen Effekte (Rodolfo Migliari und Lena Di Gennaro)[33][34]

Filmfest München 2023
- Nominierung im Wettbewerb Cinemasters[35]

Internationale Filmfestspiele von Cannes 2023
- Nominierung für die Goldene Palme

Nastro d’Argento 2023
- Auszeichnung als Bester Film
- Auszeichnung für die Beste Regie (Marco Bellocchio)
- Auszeichnung für das Beste Drehbuch (Marco Bellocchio und Susanna Nicchiarelli)
- Auszeichnung als Beste Hauptdarstellerin (Barbara Ronchi)
- Auszeichnung als Bester Nebendarsteller (Paolo Pierobon)
- Auszeichnung mit dem Guglielmo Biraghi Award  (Leonardo Maltese)
- Auszeichnung für den Besten Filmschnitt (Francesca Calvelli und Stefano Mariotti)[36]

Semana Internacional de Cine de Valladolid 2023
- Auszeichnung mit dem Miguel Delibes Award für das Beste Drehbuch (Marco Bellocchio und Susanna Nicchiarelli)[37]

Sindacato Nazionale Giornalisti Cinematografici Italiani 2023
- Auszeichnung als Bester Film (Marco Bellocchio)
- Nominierung für die Beste Regie (Marco Bellocchio)
- Nominierung für das Beste Drehbuch (Marco Bellocchio und Susanna Nicchiarelli)
- Nominierung als Beste Hauptdarstellerin (Barbara Ronchi)
- Nominierung als Bester Hauptdarsteller (Fausto Russo Alesi)
- Nominierung als Bester Nebendarsteller (Paolo Pierobon)[38][39]